# Anja Pollmächer
Anja Pollmächer (* 29. Juli 1985 in Riesa) ist eine ehemalige deutsche Leichtathletin. Sie startete als Sprinterin vor allem im 400-Meter-Lauf.
Pollmächer trat für den LAC Erdgas Chemnitz an und trainierte dort bei Peter Dost. Sie arbeitet bei der Bundespolizei. Ihr Bruder ist der 10.000-Meter-Läufer André Pollmächer.
Sie hatte bei einer Größe von 1,79 m ein Wettkampfgewicht 62 kg.

## Erfolge
| Jahr | Erfolge                                                        |
| ---- | -------------------------------------------------------------- |
| 2004 | Halbfinale (5. Platz) bei den Juniorenweltmeisterschaften 2004 |
| 2004 | Deutsche Jugendmeisterin 2004                                  |
| 2006 | 3. Platz Deutsche Meisterschaften (400 m)                      |
| 2006 | 5. Platz Europameisterschaften (4 × 400-m-Staffel)             |
| 2007 | 3. Platz bei den Deutschen Hallenmeisterschaften 2007 (200 m)  |

## Bestleistungen
| Disziplin | Leistung | Datum         | Ort                   |
| --------- | -------- | ------------- | --------------------- |
| 100 Meter | 11,83 s  | 15. Juni 2008 | Bautzen, Deutschland  |
| 200 Meter | 23,37 s  | 30. Juli 2006 | Nürnberg, Deutschland |
| 400 Meter | 52,90 s  | 16. Juli 2006 | Ulm, Deutschland      |